# Химид, Любайна
Любайна Химид (род. 1954[…] или май 1954, Занзибар) — британская художница, куратор, профессор на факультете современного искусства в Университете Центрального Ланкашира, участница множества международных выставок, конференций, книг и фильмов по изобразительному искусству Чёрной диаспоры с начала 1980-х годов.

## Учёба
Училась на художника-технолога (Theatre Design) в Уимблдонском колледже искусств, получив степень бакалавра в 1976 году.
В 1984 получила М.А. (Magister Artium — магистр гуманитарных наук) по истории культуры в Королевском колледже искусств.

## Кураторство и членство в организациях
Куратор «Тонкой черной линии» (The Thin Black Line) (ICA, Лондон, 1985) и «Незаписанных правд (Unrecorded Truths)» (The Elbow Room, Лондон, 1986).
Химид входит в совет директоров Центра искусств Лоури в Манчестере, также является членом совета директоров Arts Council England Visual Arts, Creative Partnership East Lancs и Arts Council England North West. Предыдущее членство в совете директоров включало в себя галерею Мэтта, Лондон (2002-05) и совет Тейт в Ливерпуле (2000, 2005). С 1985 по 1987 год работала в группе изобразительных искусств Ассоциации искусств Большого Лондона.

## Творчество
В её работах можно встретить много сатир о высшем классе, о наследии колоний и о том, как её собственное поколение испытывает расизм.

Например, Цикл «Именные деньги» (2004) Л. Химид включает 100 рисованных человеческих фигур — на выставке «Неудобная правда» было представлено 16. Каждая фигура «рассказывает» зрителю свою историю, например:
«Меня зовут Масуд. Они зовут меня Дэн. Я должен был служить богам, Теперь я играю на званых вечерах, Но у меня есть их благодарность».
«Меня зовут Вука. Они зовут меня Сэм. Собака хозяина следует за мной повсюду, Теперь я учу ее прыгать через огонь. Мы развлекаемся».
«Меня зовут Малипетсан. Они зовут меня Полли. Я должна была бы рисовать, А я чищу камни, Но у меня есть солнечный свет».

«Меня зовут Азиза. Они зовут меня Салли, Я любила работать с глиной, Теперь я занимаюсь уборкой, Но мне нравится моя грязь». 
Художница через свои работы показывает не только многогранность трагедии чернокожих рабов (насильственное отлучение от рода, семьи, корней, традиционных занятий, творчества, вывозка на чужбину, превращение в товар, деньги, собственность), но и акцентирует внимание на том, что они были личностями со своимми чувствами и эмоциями, стремлениями и амбициями.
С полным списком выставок можно ознакомиться на официальном сайте художницы.

## Награды
Химид был назначен Орден Британской империи в июне 2010 года за «услуги искусству чернокожих женщин».
В 2017 году Химид получила премию Тёрнера. В качестве приза — £25 тыс. Председатель жюри премии, директор Тейт Британ Алекс Фаркуарсон заявил, что жюри отметило «бескомпромиссный подход к вопросам колониальной истории и расизма». На выставке номинантов премии в Ferens Art Gallery Химид представила серию керамики, расписанную изображениями темнокожих рабов, создаваемую с 1980-х годов. Так, 63-летняя Хамид стала самым старшим по возрасту лауреатом премии Тернера, вручение ей премии стало возможным только после изменения правил и отмены возрастного порога для номинантов.